# Arthur Pease, 1. Baronet

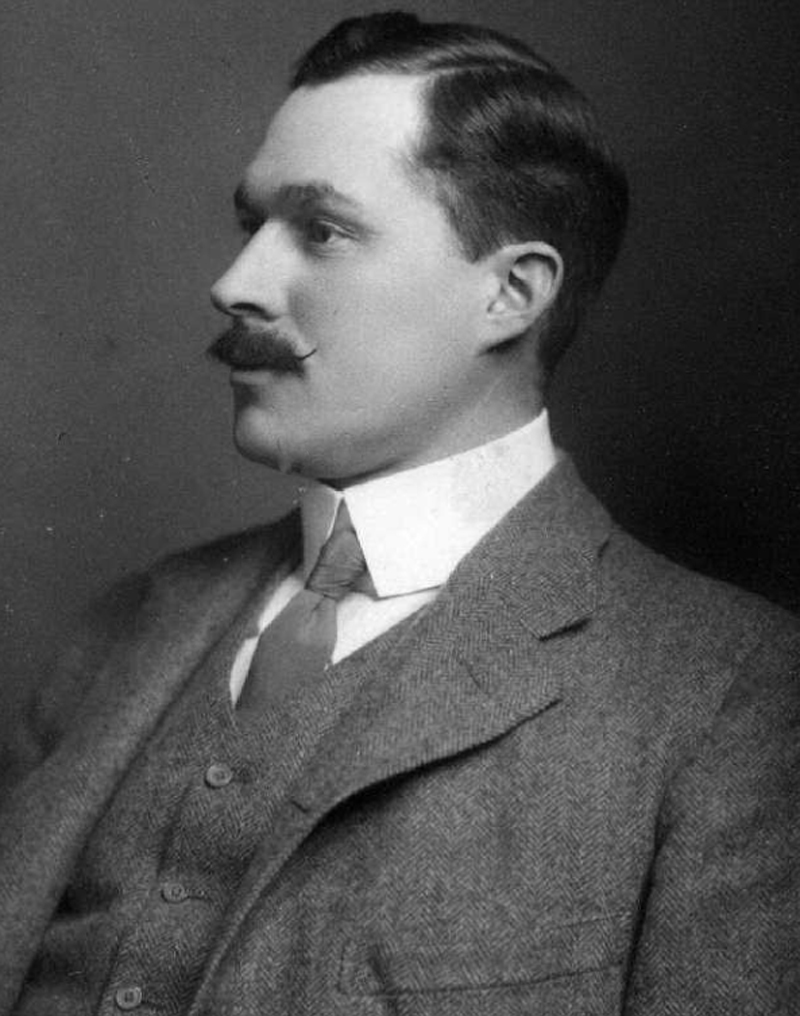
Arthur Pease, um 1890

Sir Arthur Francis Pease, 1. Baronet, DL, JP (* 11. März 1866 in Hummersknott, Darlington, County Durham; † 23. November 1927) war ein britischer Unternehmer und Politiker der Conservative Party, der unter anderem zwischen 1918 und 1919 zusätzlicher Zivillord der Admiralität (Additional Civil Lord of the Admiralty) war.

## Leben
Arthur Francis Pease war der älteste Sohn des Politikers Arthur Pease (1837–1898) aus dessen Ehe mit Mary Lecky Pike († 1915). Sein Vater war von 1873 und 1874 Bürgermeister von Darlington sowie von 1880 bis 1885 und erneut von 1895 bis 1898 Abgeordneter des Unterhauses (House of Commons). Pease hatte vier Schwestern und zwei Brüder, darunter Herbert Pease, 1. Baron Daryngton (1867–1949), der zwischen 1898 und 1923 ebenfalls Unterhausabgeordneter, von 1915 bis 1922 stellvertretender Postminister (Assistant Postmaster-General) sowie als Baron Daryngton ab 1923 Mitglied des Oberhauses (House of Lords) war. Bereits sein Großvater Joseph Pease (1799–1872) war von 1832 bis 1841 Unterhausabgeordneter.
Er selbst absolvierte ein Studium am Trinity College der University of Cambridge, welches er mit einem Master of Arts (M.A.) beendete. Er war als Wirtschaftsmanager und Unternehmer tätig und war unter anderem Direktor der Unternehmen Pease Partners, Limited, deren Vorstandsvorsitzender er später wurde, der Lloyds Bank, Ltd und der North Eastern Railway sowie der London and North Eastern Railway. Darüber hinaus war er wie bereits sein Vater ebenfalls Bergwerksbesitzer.
Pease engagierte sich als Politiker für die Conservative Party und war unter anderem Deputy Lieutenant (DL) und Justice of the Peace des County Durham. In der Regierung Lloyd George wurde er im Januar 1918 zusätzlicher Zivillord der Admiralität (Additional Civil Lord of the Admiralty) und bekleidete diese Funktion bis zur Abschaffung des Amtes im März 1919. 1920/21 war er High Sheriff des County Durham. Am 25. Juni 1920 wurde ihm in der Baronetage of the United Kingdom der erbliche Adelstitel Baronet, of Hummersknott in the Borough of Darlington, in the County of Durham, verliehen. Er wurde 1922 noch Vorsitzender des Rates des County Durham.
Aus seiner am 1. Oktober 1889 geschlossenen Ehe mit Laura Matilda Ethelwyn Alix († 1936), Tochter von Charles Peter Alix, gingen ein Sohn und drei Töchter hervor. Der einzige Sohn Richard Arthur Pease (1890–1969) erbte bei seinem Tod 1927 den Titel als 2. Baronet.